# ریچارد راتسیماندراوا
ریچارد راتسیماندراوا (انگلیسی: Richard Ratsimandrava؛ ۲۱ مارس ۱۹۳۱ – ۱۱ فوریهٔ ۱۹۷۵) یک سیاست‌مدار اهل ماداگاسکار بود. وی به مدت شش روز در فوریه ۱۹۷۵ رئیس‌جمهور این کشور بود.